# Heroes & Villains
Heroes & Villains è il secondo album in studio del produttore discografico e disc jockey statunitense Metro Boomin, pubblicato il 2 dicembre 2022 dalle etichette discografiche Boominati e Republic Records.
Successore concettuale di Not All Heroes Wear Capes (2018) nonché secondo capitolo di una trilogia, il disco contiene collaborazioni con John Legend, Future, Chris Brown, Don Toliver, Travis Scott, 21 Savage, Young Nudy, Young Thug, The Weeknd, Mustafa, ASAP Rocky, Takeoff e Gunna. La produzione è stata gestita da Metro Boomin stesso, assieme a TM88, DJ Moon, Peter Lee Johnson, Johan Lenox, Allen Ritter, David x Eli, Honorable C.N.O.T.E., Prince85, Oz, Nik D, D. Rich, DaHeala e Xz.

## Pubblicazione e promozione
Il 17 novembre 2021, Metro ha rivelato il titolo dell'album attraverso una lettera scritta con DJ Holiday per il terzo anniversario di Not All Heroes Wear Capes, quindici giorni prima. Il 16 settembre 2022, il suo 29º compleanno, è andato sui social media per annunciare l'album insieme a un video trailer, condividendo che l'album era dedicato alla sua defunta madre. A quel tempo, l'uscita dell'album era originariamente prevista per il 4 novembre. Tuttavia, il 26 ottobre, Metro ha annunciato che sarebbe stato posticipato di quattro settimane a causa di problemi di liquidazione dei campioni. Inizialmente è emersa la speculazione dei fan che fosse dovuto al fatto che Drake e 21 Savage hanno pubblicato il loro album in studio collaborativo, Her Loss, lo stesso giorno in cui Metro originariamente avrebbe dovuto pubblicare l'album, in cui il motivo è stato successivamente dimostrato falso. Il 22 novembre, Metro ha condiviso la copertina dell'album e ha dichiarato che avrebbe avuto due lati: il lato Hero e il lato Villain. La sua copertina rende omaggio alla copertina del nono album in studio dei Pink Floyd, Wish You Were Here (1975). Esattamente una settimana dopo, ha condiviso un cortometraggio per l'album diretto da Gibson Hazard e interpretato da Young Thug, Gunna, Morgan Freeman e Lakeith Stanfield. Otto giorni dopo, ha condiviso le canzoni della tracklist una per una sul suo sito web ufficiale, in cui i fan andavano sul sito web e twittavano i nomi delle tracce che trovavano su di esso e i nomi degli altri artisti su di esso. Il giorno successivo, che era il giorno prima della sua uscita, Metro utilizzò un tema a fumetti, in cui ha rivelato gli artisti ospiti uno per uno.

## Tracce
1. On Time (con John Legend) – 2:48 (Leland Wayne, John Stephens, Bryan Simmons, Corey Moon, Peter Lee Johnson, Johan Lenox, Jocelyn Donald)
2. Superhero (Heroes & Villains) (con Future e Chris Brown) – 3:02 (Wayne, Nayvadius Wilburn, Christopher Brown, Kanye West, Shawn Carter, Terrence Thornton, Cydel Young, Kasseem Dean, Robert Diggs, Ernest Wilson, Michael Dean, Manfred Mann, Allen Ritter, David Ruoff, Elias Klughammer)
3. Too Many Nights (con Future feat. Don Toliver) – 3:19 (Wayne, Wilburn, Caleb Toliver, Carlton Mays Jr., Ritter)
4. Raindrops (Insane) (con Travis Scott) – 3:08 (Wayne, Jacques Webster II, Ruoff, Klughammer, Landon Wayne)
5. Umbrella (con 21 Savage e Young Nudy) – 3:42 (Wayne, Shayaa Abraham-Joseph, Quantavious Thomas, Celso Valli, Johnson, Ruoff, Klughammer)
6. Trance (con Travis Scott e Young Thug) – 3:14 (Wayne, Webster, Jeffery Williams, Ritter, Johnson)
7. Around Me (feat. Don Toliver) – 3:11 (Wayne, Toliver, Simon Park, Mejdi Rhars)
8. Metro Spider (con Young Thug) – 2:54 (Wayne, Williams, Ritter, Ozan Yildirim, Nik Frascona, Paul Agyei, Derek Kastal, Marcus Rucker)
9. I Can't Save You (Interlude) (con Future feat. Don Toliver) – 1:30 (Wayne, Wilburn, Toliver, Ritter, Dwayne Richardson)
10. Creepin' (con The Weeknd e 21 Savage) – 3:41 (Wayne, Abel Tesfaye, Abraham-Joseph, Jason Quenneville, Johnson, Lenox, Mario Winans, Eithne Ní Bhraonáin, Erick Sermon Parrish Smith, Chauncey Hawkins, Michael Jones, Nicky Ryan, Roma Ryan)
11. Niagara Falls (Foot or 2) (con Travis Scott e 21 Savage) – 3:27 (Wayne, Webster, Abraham-Joseph, Ritter, Jacob Wilkinson-Smith, Johnson)
12. Walk Em Down (Don't Kill Civilians) (con 21 Savage feat. Mustafa) – 5:10 (Wayne, Abraham-Joseph, Mustafa Ahmed, Mays, Johnson, Simon Hessman)
13. Lock on Me (con Travis Scott e Future) – 2:54 (Wayne, Webster, Wilburn, Christopher Townsend, Ritter)
14. Feel the Fiyaaaah (con ASAP Rocky feat. Takeoff) – 3:09 (Wayne, Rakim Mayers, Kirshnik Ball, Stephen Bruner, Robert Bryson)
15. All the Money (bonus track) (con Gunna) – 2:47 (Wayne, Sergio Kitchens, Ruoff, Klughammer)

Note
- On Time contiene un estratto dal diciottesimo episodio della terza stagione di The Boys.
- Superheroes (Heroes & Villains) contiene campionamenti da So Appalled di Kanye West, Jay-Z, Pusha T, Cyhi the Prynce, Swizz Beatz e RZA.
- Umbrella contiene campionamenti da Rainfall di Azoto.
- Around Me contiene campionamenti da Constellation di Simon Park.
- Creepin contiene campionamenti e interpolazioni da I Don't Wanna Know di Mario Winans, Enya e P. Diddy.
- Walk Em Down (Don't Kill Civillians) contiene interpolazioni dal documentario del 2007 Hood Affairs.
- Feel the Fiyaaaah contiene campionamenti da Feel the Fire di Peabo Bryson.

## Classifiche

### Classifiche settimanali
| Classifica (2022-23) | Posizione massima |
| -------------------- | ----------------- |
| Australia            | 5                 |
| Austria              | 3                 |
| Belgio (Fiandre)     | 4                 |
| Belgio (Vallonia)    | 11                |
| Canada               | 1                 |
| Danimarca            | 1                 |
| Finlandia            | 3                 |
| Francia              | 20                |
| Germania             | 11                |
| Irlanda              | 3                 |
| Italia               | 10                |
| Lettonia             | 1                 |
| Lituania             | 1                 |
| Norvegia             | 1                 |
| Nuova Zelanda        | 1                 |
| Paesi Bassi          | 2                 |
| Polonia              | 16                |
| Regno Unito          | 1                 |
| Spagna               | 28                |
| Stati Uniti          | 1                 |
| Svezia               | 2                 |
| Svizzera             | 1                 |
| Ungheria             | 21                |

### Classifiche di fine anno
| Classifica (2023) | Posizione |
| ----------------- | --------- |
| Austria           | 7         |
| Canada            | 6         |
| Danimarca         | 9         |
| Germania          | 22        |
| Islanda           | 3         |
| Italia            | 41        |
| Lituania          | 4         |
| Norvegia          | 3         |
| Nuova Zelanda     | 9         |
| Paesi Bassi       | 5         |
| Regno Unito       | 41        |
| Stati Uniti       | 6         |
| Svizzera          | 5         |
| Ungheria          | 30        |
| Classifica (2024) | Posizione |
| Polonia           | 82        |
| Portogallo        | 38        |
| Ungheria          | 35        |